# Typ okrojony
Typ okrojony (typ zakresowy) – typ danych zdefiniowany na bazie innego typu, w celu ograniczenia możliwych wartości typu bazowego.
Definicja typu okrojonego zawiera specyfikację zakresu w postaci:
- wartości granicy dolnej (najmniejszej wartości zakresu)
- wartości granicy górnej (największej wartości zakresu).

Obie wartości muszą być tego samego typu bazowego i są wartościami definiowanego typu okrojonego (przedział domknięty). W niektórych językach typ bazowy jest specyfikowany jawnie w definicji typu okrojonego, w innych występuje domniemanie na podstawie zapisu wartości granicznych i kontekstu. W większości języków programowania wartości graniczne mogą zostać zdefiniowane zarówno jako:
- literał, jak i
- wyrażenie stałe.

Do typów okrojonych można stosować te same operacje (operatory, funkcje, konwersje), co to typów bazowych, i występować w tych operacjach łącznie z wartościami typu bazowego, nawet w językach o silnej typizacji. Te cechy wskazują, że typ okrojony jest podtypem, chyba że konkretny język programowania (np. Ada) rozróżnia pojęcia typu pochodnego i podtypu.
| język programowania | format definicji                                                  | dopuszczalne typy bazowe | przykład definicji                     |
| ------------------- | ----------------------------------------------------------------- | ------------------------ | -------------------------------------- |
| Pascal              | type identyfikator=w1..w2                                         | typy porządkowe          | type miesiąc=1..12;                    |
| Ada                 | <subtype \| type> identyfikator is typ_bazowy range w1..w2;       | typy skalarne            | subtype miesac is INTEGER range 1..12; |
| Modula 2            | TYPE <identyfikator=typ_bazowy[w1..w2] \| identyfikator=[w1..w2]> | typy porządkowe          | TYPE miesiac=INTEGER[1..12]            |